# 格雷姆·米勒
格雷姆·米勒（英語：Graeme Miller，1960年11月20日—），新西兰男子自行车运动员。他曾代表新西兰参加1982年、1986年、1990年、1994年和1998年英联邦运动会自行车比赛，获得二枚金牌和二枚银牌。